# Мацукава (Наґано, Сімо-Іна)

35°35′50″ пн. ш. 137°54′35″ сх. д. / 35.59722° пн. ш. 137.90972° сх. д.
Мацука́ва (яп. 松川町, まつかわまち, МФА: [mat͡sukawa mat͡ɕi̥]) — містечко в Японії, в повіті Сімо-Іна префектури Наґано. Станом на 1 квітня 2009 площа містечка становила 72,90 км². Станом на 1 липня 2011 населення містечка становило 13 624 осіб.